# 戴夫·巴滕
戴夫·巴滕（英語：Dave Batten，1926年12月13日—2013年9月11日），新西兰男子田径运动员。他曾代表新西兰参加1950年大英帝国运动会田径比赛，获得男子440码和男子4×440码接力铜牌。